# 華特·貝克
沃尔特·贝克尔（英語：Walter Becker，1950年2月20日—2017年9月3日），美国音乐家、吉他手、贝斯手、作曲家及唱片制作人，以其与唐纳德·费根共同创立的著名摇滚乐队史提利·丹而闻名。其音乐生涯跨越了多个十年，对摇滚乐和爵士融合风格产生了深远影响。

## 早期生活和教育
沃尔特·贝克尔出生于纽约市，自幼对音乐展现出浓厚兴趣。高中时期，他开始学习吉他和贝斯，并对爵士和蓝调音乐产生了深厚兴趣。他在巴德学院遇到了未来的合作伙伴唐纳德·费根，两人因共同的音乐兴趣而成为朋友。

## 音乐事业

### 史提利·丹
1972年，贝克尔和费根共同成立了Steely Dan。他们的首张专辑《Can't Buy a Thrill》获得了巨大成功，尤其是单曲"Do It Again"和"Reelin' in the Years"。乐队以其混合了爵士、蓝调、流行和摇滚元素的音乐风格而受到赞誉。1977年发行的《Aja》专辑在商业上和批评上都取得了巨大成功，被认为是乐队的代表作之一。

### 个人事业
在80年代，贝克尔和费根各自发展了个人事业。贝克尔在这一时期参与了多个音乐项目，并开始涉足音乐制作。1993年，他们重组了Steely Dan，继续录制新音乐并进行巡回演出。

## 音乐风格和影响
贝克尔的音乐风格融合了精确的技巧和丰富的表现力。作为贝斯手和吉他手，他以其多样化的演奏技巧和对复杂和声的掌握而闻名。在音乐制作方面，他以追求完美和创新著称，这在Steely Dan的录音室作品中得到了体现。

## 逝世和遗产
2017年9月3日，贝克尔因病在纽约去世，享年67岁。他的逝世被视为音乐界的一个巨大损失。他的创作和表演对后来的音乐家和乐队产生了深远影响，Steely Dan的音乐继续受到全球乐迷的喜爱和尊敬。